# Isopterygium planifrons
Isopterygium planifrons là một loài Rêu trong họ Hypnaceae. Loài này được (Broth. & Paris) Sakurai mô tả khoa học đầu tiên năm 1940.